# Opérculo (gasterópodos)

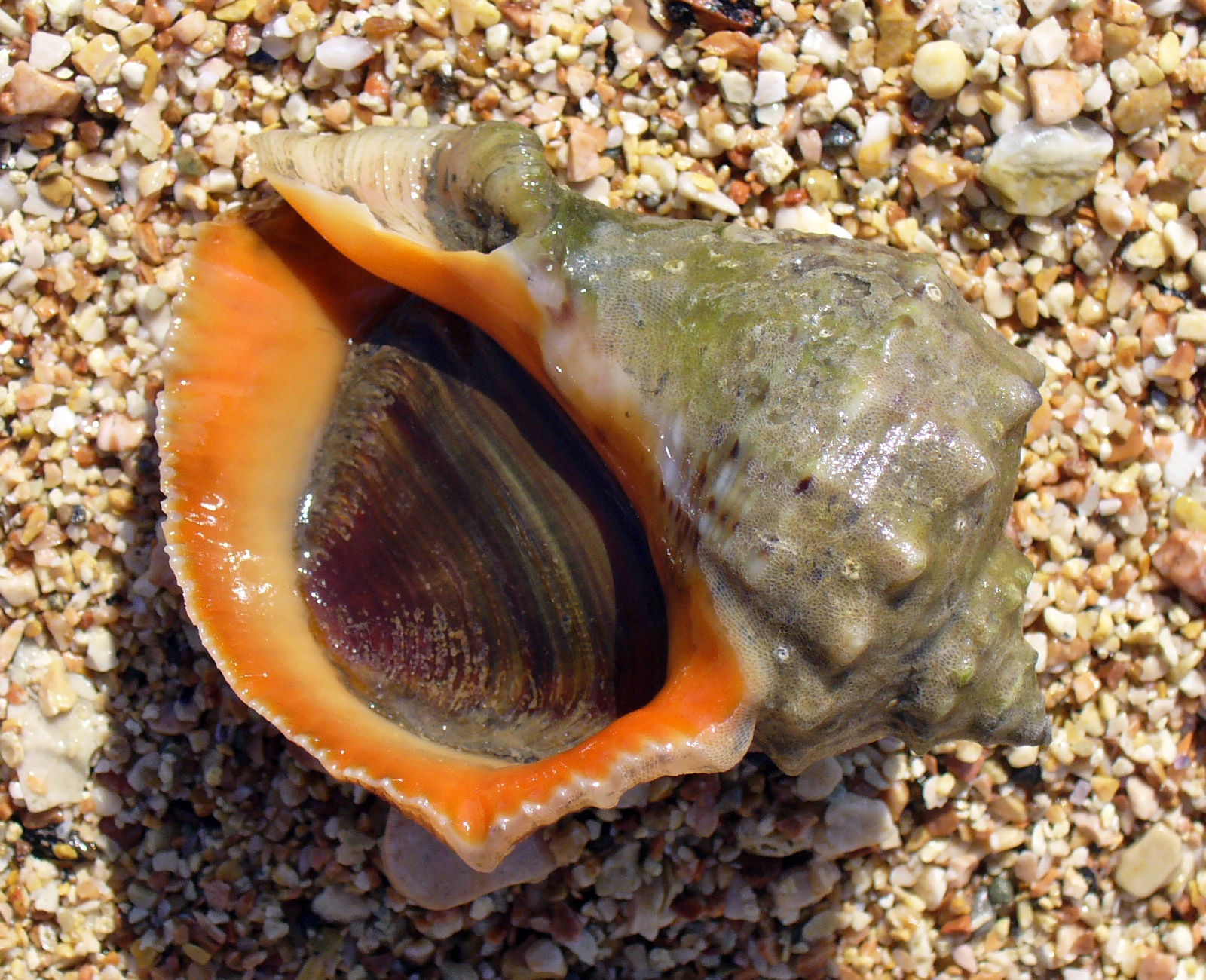
Rapana venosa, un gasterópodo marino, con el opérculo obturando el estoma.

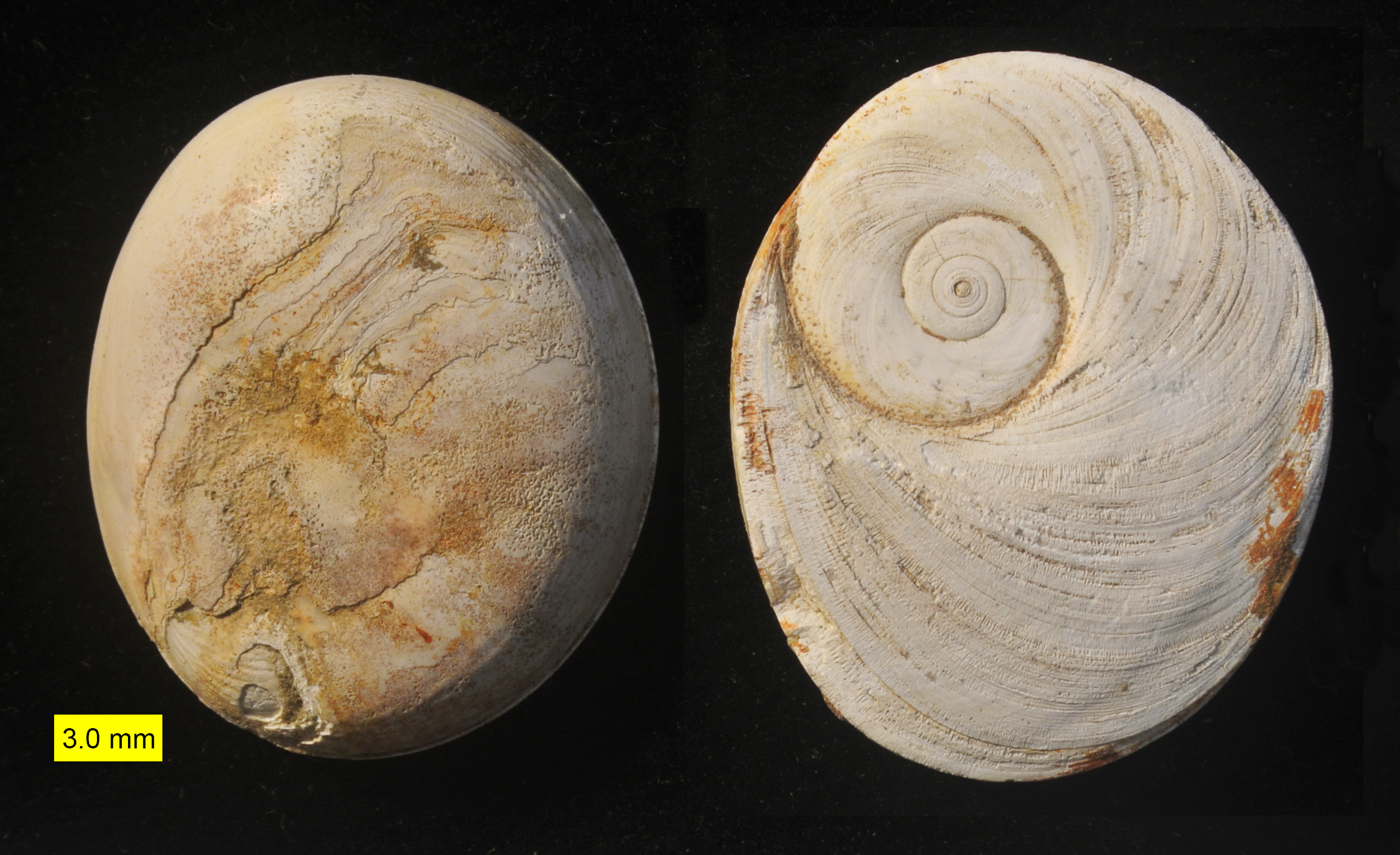
Opérculo fósil del Plioceno de Chipre.

El opérculo de los gasterópodos es la pieza de la parte superior del pie en forma de disco córneo o calcificado, que encaja exactamente en el estoma, la abertura de la concha, a modo de tapadera, cerrándolo al ocultarse el animal.
El metapodio en los prosobranquios es quién produce el opérculo.